# بكتيريا النترتة

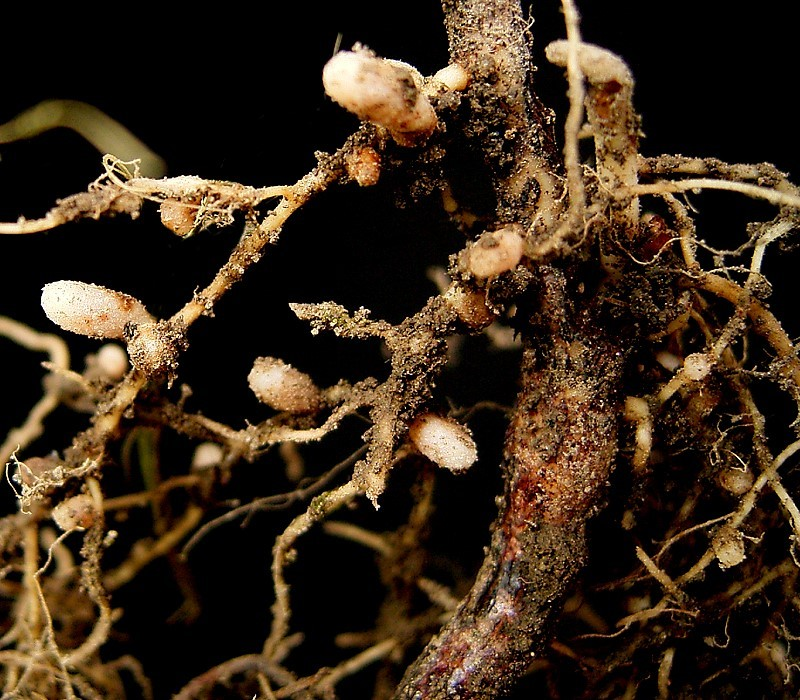

بكتيريا النترتة أو بكتريا التأزوت (بالإنجليزية: Nitrifying bacteria)، هي بكتيريا هوائية وكائنات كيميائية تغذوية تشمل أنواع من عدة أجناس قادرة على أكسدة أيونات النتريت وتحويلها إلى نترات. وهي من أكثر الكائنات الدقيقة المهمة في دورة النيتروجين.